# Супер-чурка
«Супер-чурка» (англ. Superwog в Австралии и Superbro в других странах) — австралийский комедийный дуэт на Ютубе, созданный двумя австралийскими братьями, Теодором и Натаном Саидденами. Эти двое также выпустили телевизионный комедийный сериал, основанный на их видео на Ютубе, включая мини-сериал на Ютубе. Сериал рассказывает о Тео (по прозвищу «Супер-чурка»), его семье и друге Джонни, которые живут и доставляют неприятности в австралийском пригороде. Действие телешоу и сериала на Ютубе происходит в Сиднее (хотя первый был снят в Мельбурне).
Телевизионное шоу состоит из двух сезонов, оба из которых транслировались на канале ABC Comedy и доступны на Нетфликсе и ABC Iview.

## Имя
Термин wog в названии возник в Австралии как оскорбление иммигрантов из Средиземноморья и Ближнего Востока, но с тех пор был восстановлен. Теодор и Натан Саиддены имеют египетское и греческое происхождение, поэтому попадают в эту категорию. Однако, поскольку этот термин не использовался за пределами Австралии (и в таких странах, как Соединенное Королевство, использовался как оскорбление чернокожих), шоу известно как Superbro на Нетфликсе за пределами Австралии и Новой Зеландии.
Когда шоу было неофициально дублировано и снабжено русскими субтитрами, шоу было присвоено название «Супер-чурка». Когда к сериалу на Ютубе были добавлены неофициальные субтитры на китайский язык, было сохранено исходное английское название.

## Список серий

### Сезон 1 (2018)
0. Pilot
1. Breaking Dad
2. The Family Jewels
3. The Final Exam
4. The Formal
5. The Power Trip
6. The Zombie Apocalypse

### Сезон 2 (2021)
1. The P Plates
2. The Lawsuit
3. The Magpie
4. Something Fishy
5. The Lump
6. Jump Ya